# ミオリティック・シープドッグ
ミオリティック・シープドッグ（英：Mioritic Sheepdog）は、ルーマニア原産の護畜犬種のひとつである。単にミオリティックと呼ばれることもあり、ミオリティック・シェパード・ドッグ（英：Mioritic Shephred Dog）とも呼ばれる。
かつてはカルパチアン・シェパード・ドッグと同一視されて「ルーマニアン・シープドッグ」と呼ばれていたこともあったが、現在は全く別の犬種であることが公式に証明され、それぞれ個別にFCIに公認登録されている。

## 歴史
かなり古くから存在していた犬種で、1359年に記された資料には既に犬種として存在していたことが明記されている。その資料には狂牛に襲われた主人（ポグダン王という人物）をミオリティックの雌犬が死闘の末守りぬき、このことが原因で命を落としたことが記されている。実際に主人に対する慈愛が深く、不審者に対しては命がけで勇敢に戦う点は昔から変わっていない。この話は実話であったとされている。
ミオリティックは同国原産のカルパチアン・シェパード・ドッグとタッグを組んで数匹の護衛団を作り、クマやヤマネコ、泥棒から羊を守る護畜犬として使われた。いざという時にはそれらと戦って倒すことが出来、姿も護衛能力も秀でた名犬としてルーマニアでは人気があった。
1900年代の後半にスタンダード（犬種基準）が設定され、1981年にルーマニアのケネルクラブで公認された。後にFCIにも公認されて国際的な犬種の仲間入りを果たすが、はじめはカルパチアン・シェパード・ドッグと同地原産であるということで同一の犬種として一からげにされて登録されていた。しかし、2002年にミオリティックとカルパチアンの違いを再確認する動きが起こり、非常に多くの点で両種が異なっているということが証明された。これをもとに両種は別の犬種として登録しなおされることになり、2005年に正式に独立犬種として公認された。
ルーマニアでは人気の高い犬種であるが、羊飼いの飼う実用犬以外（ペット・ショードッグ用の犬）は、高い地位を象徴する高貴な犬としてあがめられている。一般の人もペットやショードッグとして飼育を行っているが、大統領やその家族、長官職に就いたことのある人物がよくミオリティックを飼育している。ヨーロッパでは近年ショードッグとして人気が高まっており、少しずつだがルーマニア国外でも飼育されるようになってきた。

## 特徴
カルパチアンがさらりとしたコートを持っているのに対し、ミオリティックはやわらかくたっぷりとしたシャギーコート（むく毛）に目まで覆われている。このコートは防寒性・防水性が抜群で、しなやかであるにもかかわらずヤマネコの爪や牙を防ぎダメージを軽減させることが出来る。ただし、高温多湿な環境下では蒸れて皮膚炎を起こしやすいのが欠点である。通常コートは長めに伸ばし美しさを際立たせるが、夏季や手入れが大変な人はサマーカットを施す場合もある。毛色は純白が好まれるが、一部若しくは大きな斑としてグレーなどの色が入ったり、僅かに混じっていることが多い。純白のものは値段が高く、色が入ると程度により値段が安くなる傾向にある。目は小さく、マズルは短めである。筋骨隆々でがっしりとした骨太の体格の通り、力はかなり強い。脚は太く長く、背は平らに近く、首は短い。耳は飾り毛のある垂れ耳、尾はふさふさした垂れ尾。体高は雄70〜75cm、雌65〜70cmで、体重は雌雄ともに45kg前後の大型犬で、性格は主人に忠実で温和、慈愛が深いが、仕事柄により警戒心が強い。初対面の人や犬に対してはかなり慎重に接するが、一旦打ち解ければ大切な友人として迎え入れてくれる。状況判断力に富み、主人家族に危機が迫ったときには命がけで勇猛果敢に戦いを挑む。運動量は多めで、かかりやすい病気は大型犬にありがちな股関節形成不全、既出の通り地肌が蒸れて起こる皮膚炎、コートが目に入って起こりやすい眼疾患などがある。